# Система женских баскетбольных лиг Казахстана
Чемпионат Казахстана по баскетболу среди женщин проводится с 2009 года.
В структуре казахстанского баскетбола существуют две профессиональных лиги:
- Национальная лига
- Высшая лига

| Уровень | Лига/Дивизион             | Лига/Дивизион             |
| ------- | ------------------------- | ------------------------- |
| 1       | Национальная лига 3 клуба | Национальная лига 3 клуба |
| 2       | Высшая лига 5 клубов      | Высшая лига 5 клубов      |